# Sagi Karni

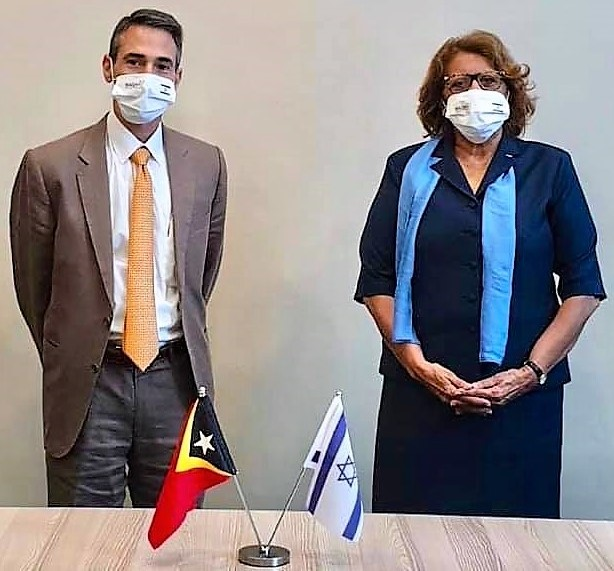
Sagi Karni mit Osttimors Botschafterin in Singapur Natália Carrascalão (2020)

Sagi Karni (* 28. Juli 1967 in Israel) ist ein israelischer Diplomat.

## Werdegang
Karni wurde in einem Kibbuz im Norden von Israel geboren. An der Hebräischen Universität Jerusalem schloss er ein Biologie- und Philosophiestudium mit einem Bachelor of Science ab und erhielt von der Universität Tel Aviv einen Master in Public Policy.
1995 begann Karni seine Arbeit für den Auswärtigen Dienst Israels. Von 1997 bis 1998 besuchte er das Mandarin Language Centre in Taiwan, das er mit einem Diplom abschloss. Seine erste Auslandsmission hatte er als zweiter Sekretär von 1998 bis 2000 in Peking. Danach war er bis 2001 stellvertretender Chef der israelischen Vertretung in Oslo, ab 2002 Beamter in der Westeuropa-Abteilung des Außenministeriums und von 2005 an Counsellor für politische Angelegenheiten und Presse an der israelischen Vertretung bei der Europäischen Union in Brüssel. 2008 wurde Karni israelischer Botschafter in Angola, mit Zweitakkreditierung für Mosambik und São Tomé und Príncipe. Nach seiner Rückkehr nach Israel 2010 arbeitete er als außenpolitischer Berater des Ministers für Energie und Wasserressourcen. 2013 wurde Karni Generalkonsul Israels für Hongkong und Macau. Vier Jahre später kehrte er wieder nach Israel zurück und leitete die Abteilung Strategische Planung und Bewertung. Danach wurde Karni Chef des Büros für politische Planung im Außenministerium.
Am 29. August 2019 übergab Karni seine Akkreditierung als israelischer Botschafter in Singapur. Seine Akkreditierung für Osttimor übergab Karni wegen der COVID-19-Pandemie erst am 11. November 2021 virtuell.

## Sonstiges
Karni ist verheiratet und hat zwei Töchter. Er betreibt Triathlon und mag Schwimmen in offenen Gewässern.